# Dinamo Batumi
Sapechburto Klubi Dinamo Batumi (gruz. საფეხბურთო კლუბი დინამო ბათუმი) – gruziński klub piłkarski z siedzibą w Batumi. Dwukrotny mistrz Gruzji.

## Historia
Chronologia nazw:
- 1923—1989: Dinamo Batumi
- 1990—1993: FK Batumi
- 1994—...: Dinamo Batumi

Klub został założony w 1923 jako Dinamo Batumi. W 1936 klub startował w rozgrywkach Pucharu ZSRR, a w 1939 debiutował w Grupie B Mistrzostw ZSRR. W pierwszym powojennym mistrzostwie startował w Trzeciej Grupie, strefie zakaukaskiej, ale po reorganizacji systemu lig pożegnał się z rozgrywkami na szczeblu profesjonalnym. Dopiero w 1960 ponownie startował w Klasie B, strefie 1. W 1963 w wyniku kolejnej reorganizacji systemu lig spadł do Klasy B, strefy 1. W 1966 powrócił do Klasy B, strefye 1, ale już w 1970 po następnej reorganizacji okazał się w Klasie B, strefie 2, w której występował do 1983. W 1983 w turnieju finałowym zajął 1. miejsce i zdobył awans do Pierwoj Ligi, w której występował do 1989.
W 1990 zmienił nazwę na FK Batumi i debiutował w 1. lidze Gruzji. W 1994 powrócił do historycznej nazwy Dinamo Batumi. W sezonie 2007/08 zajął 13. miejsce i spadł do Pirveli Liga. W 2021 roku zdobył swoje pierwsze w historii mistrzostwo Gruzji. Sezon 2022/2023 w europejskich pucharach, klub rozpoczął w pierwszej rundzie kwalifikacji Ligi Mistrzów UEFA przegranym 1:2 dwumeczem ze Slovanem Bratysława. Swoją grę kontynuował w Lidze Konferencji Europy UEFA, w drugiej rundzie trafiając na mistrza Polski Lecha Poznań. W pierwszym meczu Dinamo przegrało 0:5 w Poznaniu. W meczu rewanżowym w Batumi, klub zremisował 1:1 i odpadł z rozgrywek.

## Aktualny skład
Aktualny na dzień 25 lipca 2022.
| Nr | Poz. | Piłkarz              |
| -- | ---- | -------------------- |
| 1  | BR   | Micheil Alawidze     |
| 3  | PO   | Benjamin Teidi       |
| 4  | OB   | Luka Kapianidze      |
| 5  | OB   | Ołeksandr Azacki     |
| 7  | NA   | Mate Wacadze         |
| 8  | NA   | Dżaba Dżighauri      |
| 9  | PO   | Irakli Bidzinaszwili |
| 10 | PO   | Guga Palawandiszwili |
| 11 | PO   | Giorgi Zaria         |
| 14 | NA   | Giorgi Panculaia     |
| 16 | OB   | Irakli Azarowi       |

| Nr | Poz. | Piłkarz                |
| -- | ---- | ---------------------- |
| 17 | PO   | Wladimer Mamuczaszwili |
| 18 | OB   | Giorgi Rechwiaszwili   |
| 19 | PO   | Sandro Altunaszwili    |
| 21 | BR   | Giorgi Begaszwili      |
| 22 | OB   | Giorgi Nawalowski      |
| 23 | OB   | Mamuka Kobachidze      |
| 24 | PO   | Milan Radin            |
| 30 | NA   | Zuriko Dawitaszwili    |
| 35 | OB   | Grigol Czabradze       |
| 40 | NA   | Flamarion              |
|    | NA   | Paata Ghuduszauri      |

## Sukcesy
- Klasa B ZSRR, strefa 1:

6. miejsce: 1961
- Puchar ZSRR:

1/8 finału: 1938, 1939, 1984/85
- Mistrzostwa Gruzińskiej SRR:

mistrz: 1938, 1940
- Mistrzostwa Gruzji:

mistrz: 2021, 2023
wicemistrz: 1997/1998, 2019, 2020, 2022
brązowy medalista: 1996/1997, 2016
- Puchar Gruzji:

zdobywca: 1997/98
finalista: 1992/93, 1994/95, 1995/96, 1996/97, 2023

## Europejskie puchary
Legenda do wszystkich tabel:
- Q – runda eliminacyjna, 1/16, 1/8, 1/4, 1/2 – odpowiednia faza rozgrywek, Grupa – runda grupowa, 1r gr – pierwsza runda grupowa, 2r gr – druga runda grupowa, F – finał, R – runda, PO – play-off
- k. – rzuty karne, los. – losowanie, Dogr. – dogrywka, w. – zasada bramek strzelonych na wyjeździe

| Sezon   | Rozgrywki                 | Runda | Klub                  | Dom     | Wyjazd  | Ogólnie    |
| ------- | ------------------------- | ----- | --------------------- | ------- | ------- | ---------- |
| 1995/96 | Puchar Zdobywców Pucharów | Q     | Obilić Belgrad        | 2–2     | 1–0     | 3–2        |
| 1995/96 | Puchar Zdobywców Pucharów | 1R    | Celtic F.C.           | 2–3     | 0–4     | 2–7        |
| 1996/97 | Puchar Zdobywców Pucharów | Q     | HB Tórshavn           | 6–0     | 3–0     | 9–0        |
| 1996/97 | Puchar Zdobywców Pucharów | 1R    | PSV Eindhoven         | 1–1     | 0–3     | 1–4        |
| 1997/98 | Puchar Zdobywców Pucharów | Q     | Ararat Erywań         | 0–3     | 2–0     | 2–3        |
| 1998/99 | Puchar Zdobywców Pucharów | Q     | Partizan              | 1–0     | 0–2     | 1–2        |
| 2015/16 | Liga Europy               | 1Q    | Omonia Nikozja        | 1–0     | 0–2     | 1–2        |
| 2017/18 | Liga Europy               | 1Q    | Jagiellonia Białystok | 0–1     | 0–4     | 0–5        |
| 2020/21 | Liga Europy               | 1Q    | Hapoel Beer Szewa     | 0–3 (W) | 0–3 (W) | 0–3 (W)    |
| 2021/22 | Liga Konferencji Europy   | 1Q    | Tre Penne             | 3–0     | 4–0     | 7–0        |
| 2021/22 | Liga Konferencji Europy   | 2Q    | BATE Borysów          | 0–1     | 4–1     | 4–2        |
| 2021/22 | Liga Konferencji Europy   | 3Q    | Sivasspor             | 1–2     | 1–1     | 2–3, Dogr. |
| 2022/23 | Liga Mistrzów             | 1Q    | Slovan Bratysława     | 1–2     | 0–0     | 1–2, Dogr. |
| 2022/23 | Liga Konferencji Europy   | 2Q    | Lech Poznań           | 1–1     | 0–5     | 1–6        |
| 2023/24 | Liga Konferencji Europy   | 1Q    | KF Tirana             | 1–2     | 1–1     | 2–3        |
| 2024/25 | Liga Mistrzów             | 1Q    | Łudogorec Razgrad     | 1–0     | 1–3     | 2–3        |
| 2024/25 | Liga Konferencji          | 2Q    | FK Dečić Tuzi         | 0–2     | 0–0     | 0–2        |